# Igreja de Nossa Senhora Auxiliadora (Cuiabá)
A igreja de Nossa Senhora Auxiliadora é uma igreja de Cuiabá, no estado brasileiro de Mato Grosso, construída na década de 1914 por Salesianos e dedicada a Nossa Senhora Auxiliadora. Em estilo neogótico, está localizada na avenida Tenente-Coronel Duarte e é a única igreja da cidade que possui abóbadas de aresta.
O projeto e edificação se deu sob a direção do Padre Francisco de Aquino Correa SDB, que logo fora ordenado Bispo da Prelazia do Senhor Bom Jesus, da qual pertencia praticamente todo o estado de Mato Grosso.
O Santuário é anexo ao Colégio Salesiano São Gonçalo. E está na região mais tradicional da cidade de Cuiabá, pertencente a primeira paróquia Salesiana do mundo, a paróquia São Gonçalo do Porto.
Uma das fortes características do Santuário de Nossa Senhora Auxiliadora é o mês de Maio, que é celebrado pela Igreja Católica como mês Mariano (Dedicado à Maria, a Mãe de Jesus). Nas missas dominicais (Especialmente) se faz a coroação de Nossa Senhora Auxiliadora. No dia 24 de maio uma procissão em honra a Virgem Maria sai pelas ruas próximas ao Santuário levando a venerável imagem da Mãe de Deus.
Nossa Senhora Auxiliadora é matrona da Pia Sociedade de São Francisco de Sales, Salesianos de Dom Bosco. O próprio santo teve diversos sonhos com a Virgem Auxiliadora. Em toda a sua vida, Dom Bosco propagou a devoção a santíssima virgem. Na entrada do colégio São Gonçalo uma imagem trazida pelos primeiros padres SDB vindos da Itália, foi abençoada pelo próprio santo que é considerado Pai e Mestre da Juventude.